# Temporada 1945-1946 del RCD Espanyol
Dades de la Temporada 1945-1946 del RCD Espanyol.

## Fets Destacats
- 4 de novembre de 1945: Lliga: Real Gijón 4 - Espanyol 1. El porter Trias es va lesionar a l'omòplat i va ser substituït a la mitja part pel davanter Calvo que va encaixar un gol
- 2 de desembre de 1945: Lliga: Atlético Aviación 7 - Espanyol 3[4]
- 9 de desembre de 1945: Lliga: Espanyol 1 - Athletic Club 5[5]
- 20 de gener de 1946: Lliga: Espanyol 5- Hèrcules CF 2[6]
- 24 de març de 1946: Lliga: Espanyol 4 - València CF 0[7]
- 27 de maig de 1946: L'Espanyol realitzà una lliga molt dolenta. Va haver de disputar una eliminatòria de promoció enfront del Gimnàstic de Tarragona. L'Espanyol aconseguí salvar la categoria després de dos partits (0-0, 3-0)[8]
- 2 de juny de 1946: Copa Goya: Espanyol 9 - Gimnàstic de Tarragona 0[9]
- 30 de juny de 1946: Amistós pro damnificats de les inundacions de Múrcia: FC Barcelona 1 - Espanyol 1[10]

## Resultats i Classificació
- Lliga d'Espanya: Dotzena posició amb 19 punts (26 partits, 6 victòries, 7 empats, 13 derrotes, 41 gols a favor i 53 en contra).
- Copa d'Espanya: Vuitens de final. Eliminà el Deportivo de La Coruña però fou eliminat pel Real Oviedo en un partit de desempat.

## Plantilla
| P   | Jugador                   | Lliga | Lliga   | Copa d'Espanya | Copa d'Espanya | Promoció | Promoció |
| P   | Jugador                   | PJ    | G       | PJ             | G              | PJ       | G        |
| --- | ------------------------- | ----- | ------- | -------------- | -------------- | -------- | -------- |
| POR | Ferran Ferrús             | 15    | -24     | -              | -              | -        | -        |
| POR | Josep Trias               | 9     | -20     | 5              | -8             | 2        | -        |
| POR | Fernando Tabales          | 2     | -8      | -              | -              | -        | -        |
| DEF | Antoni Fàbregas           | 26    | -       | 5              | -              | 2        | -        |
| DEF | Josep Casas               | 24    | -       | 5              | -              | 2        | -        |
| DEF | Ricard Teruel             | 21    | 1       | -              | -              | -        | -        |
| DEF | Joan Venys                | 16    | -       | 4              | -              | 2        | -        |
| DEF | Josep Mariscal            | 3     | -       | 5              | -              | 2        | -        |
| MIG | Rosendo Hernández         | 22    | 7       | 5              | 2              | 2        | -        |
| MIG | Mariano Veloy             | 13    | -       | -              | -              | -        | -        |
| MIG | Ramon Celma               | 9     | -       | 5              | -              | 2        | -        |
| MIG | Fèlix Llimós              | 7     | -       | 1              | -              | -        | -        |
| MIG | Diego                     | 6     | 4       | 5              | 3              | 2        | 1        |
| MIG | Francesc Ferrer           | 2     | -       | -              | -              | -        | -        |
| MIG | Manel Artigas             | 1     | -       | -              | -              | -        | -        |
| DAV | Ángel Calvo               | 21    | 13 (-1) | 3              | 2              | 2        | 1        |
| DAV | Gabriel Jorge (2n capità) | 17    | -       | 2              | -              | -        | -        |
| DAV | Antoni Segarra            | 15    | 4       | 5              | 2              | -        | -        |
| DAV | Enric Agustí              | 14    | 3       | -              | -              | -        | -        |
| DAV | Blai González             | 10    | 7       | -              | -              | -        | -        |
| DAV | Vicente Hernández         | 7     | -       | 5              | 2              | 2        | 1        |
| DAV | Juan Morales              | 5     | -       | -              | -              | -        | -        |
| DAV | Bartolomé Murillo         | 5     | -       | -              | -              | -        | -        |
| DAV | José Viela                | 4     | -       | -              | -              | -        | -        |
| DAV | Francisco Belló           | 4     | 1       | -              | -              | -        | -        |
| DAV | Francisco Mendoza         | 4     | -       | -              | -              | -        | -        |
| DAV | Jaume Ortí                | 2     | -       | -              | -              | -        | -        |
| DAV | José Carretero            | 2     | -       | -              | -              | -        | -        |
| DAV | José Luis Duque           | -     | -       | -              | -              | -        | -        |